# Памятник-бюст В. И. Мыхлику (Кривой Рог)
Бюст В. И. Мыхлику — памятник истории Великой Отечественной войны в Центрально-Городском районе города Кривой Рог Днепропетровской области.

## История
Согласно указу Президиума Верховного Совета СССР от 29 июня 1945 года в Кривом Роге, на родине лётчика, 23 февраля 1949 года в сквере на пересечении Октябрьской улицы (ныне Александра Поля) и улицы Янова (ныне Коммерческая) был установлен бронзовый бюст дважды Героя Советского Союза Василия Ильича Мыхлика.
В 1983 году, согласно решению Криворожского городского исполкома № 12/408 от 3 сентября 1980 года, произошла полномасштабная реконструкция сквера.

## Характеристика
Памятник состоит из бюста на постаменте с двухъярусным стереобатом, общая высота памятника 3,6 м.
Скульптор Кондратьев Андрей Семёнович, архитектор Савицкий Дмитрий Владимирович. 
Погрудный бронзовый бюст высотой 1,35 м на подиуме установлен на гранитный постамент высотой 2,23 м и размерами в плане 0,9×0,7 м, на ступенчатом подиуме размерами у основания 1,1×0,7 м. Вверху на постаменте с лицевой стороны размещена объёмная надпись на украинском языке заглавными буквами «МИХЛИК» и две объёмные пятилучевые звезды. Ниже в центральной части постамента в обрамлении из завитков чугунная доска с текстом Указа Президиума Верховного Совета СССР от 29 июня 1945 года. Нижняя часть украшена эмблемой авиации — винт и крылья.